# Айнски език
А̀йнският език или а̀йну (на айнски: アイヌ・イタㇰ ainu itak; на японски: アイヌ語 ainu-go) е език от айнското семейство, говорен от айните – малобройна етническа група в Северна Япония. Айну няма родство с нито едно друго езиково семейство.
До 20 век езикът е бил разпространен и на остров Сахалин и Курилските острови, но днес се говори само на остров Хокайдо. Последният човек, говорил сахалинския вариант на айну, умира през 1994 година. Днес се счита за застрашен език. От около 25 до 200 000 айни в Япония през 80-те години на 20 век едва около 100 души са говорили айну, и то предимно в град Нибутани. Останалите айни говорят японски език. Броят на владеещите езика обаче се увеличава благодарение на фолклориста Шигеру Каяно, който поощрява изучаването на айну.
Интересни особености са употребата на тонови акценти, липсата на род и сливането (макар и рядко) на съществителни и прилагателни. Народните героични епоси (наречени юкар) са запазили много архаизми и са ценен извор за изучаването на езика.